# Posaunenwerk der Evangelischen Kirche von Kurhessen-Waldeck
Das Posaunenwerk der Evangelischen Kirche von Kurhessen betreut circa 4200 Bläser in über 200 Posaunenchören in Nord- und Osthessen und in der Exklave Schmalkalden (Thüringen).
Das Posaunenwerk ist dem Landeskirchenmusikdirektor unterstellt. Geleitet wird es von einem Vorsitzenden, dem 23-köpfigen Landesposaunenrat und drei Landesposaunenwarten. Die Landesposaunenwarte sind regional im Norden, der Mitte und dem Süden der Landeskirche zuständig.
Jährlich veranstaltet das Posaunenwerk etwa 10 Lehrgänge und Freizeiten, die sowohl Angebote für Anfänger als auch für Fortgeschrittene und angehende Chorleiter bieten. Außerdem wird alle vier Jahre ein Landesposaunentag ausgerichtet, zu dem auch immer ein neues Bläserheft herausgegeben wird. Der letzte Landesposaunentag fand im September 2016 in Marburg statt. Des Weiteren werden sowohl auf der Ebene der Kirchenkreise als auch der der Landeskirche Jungbläsertage organisiert, wobei letztere alle vier Jahre durchgeführt und auch von der Herausgabe eines Jungbläserheftes begleitet werden.
Das Posaunenwerk der Evangelischen Kirche von Kurhessen-Waldeck verfügt über ein Büro im Landeskirchenamt in Kassel und ist Mitglied im Evangelischen Posaunendienst in Deutschland (EPiD).